# Памятник Махатме Ганди на Тависток-сквер в Лондоне
Памятник 
Махатме Ганди - борцу за освобождение Индии от британского колониального господства, учившемуся на юриста неподалеку в  Университетском колледже Лондона, установленный за год до столетия со дня его рождения – один из мемориальных объектов Сада мира на Тавистокской площади - Тависток-сквер - в Лондоне,  расположенный в центре сквера.
Его философия ненасилия (сатьяграха) оказала влияние на движения сторонников мирных перемен.
В пьедестале спереди большое углубление для цветов и свечей. 1965 или 68г. Автор - скульптор Фредда Бриллиант. Метровый макет статуи оставался в мастерской художницы в Британии и вместе со студией оказался выставлен на аукцион наследниками.

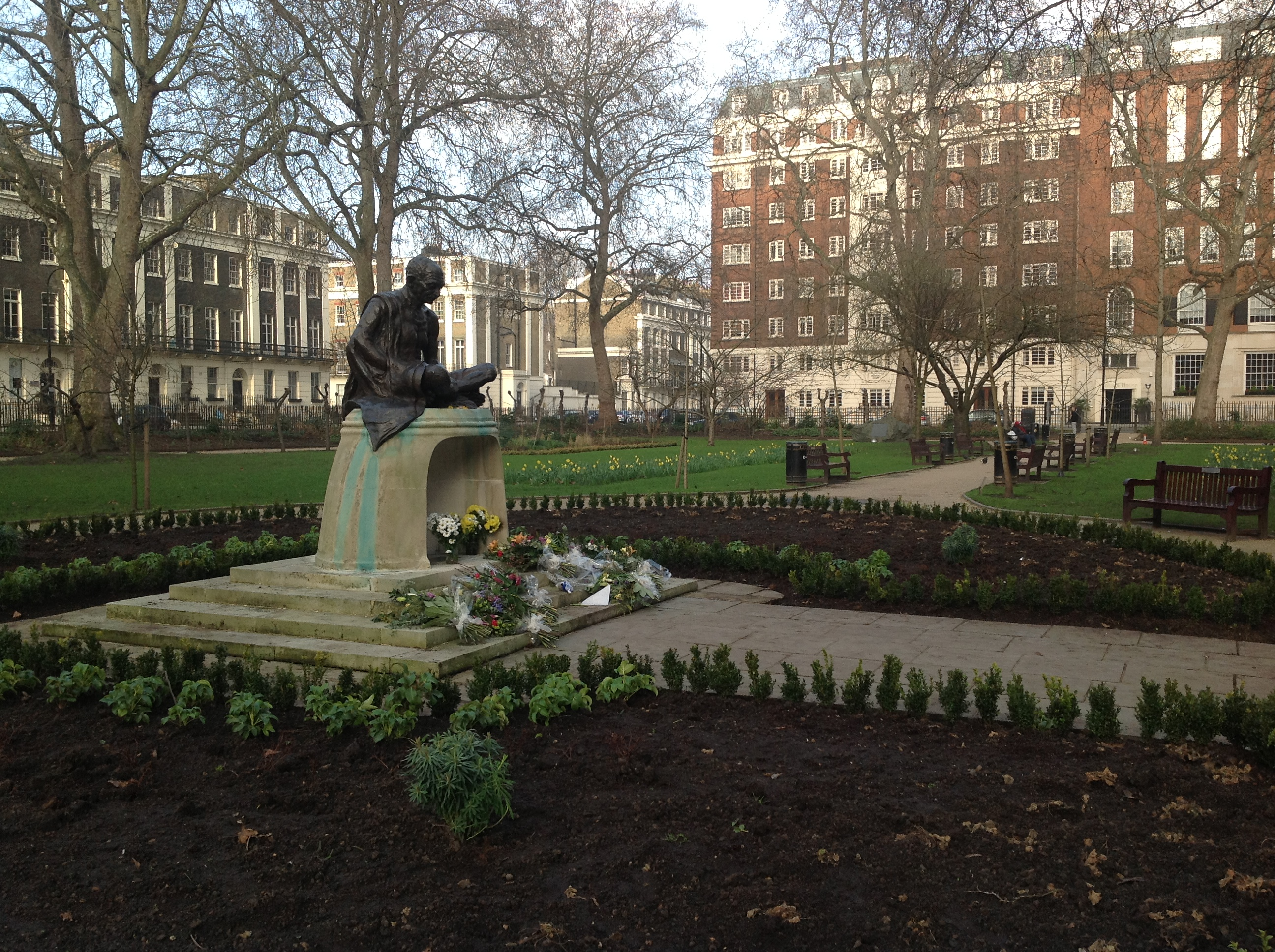
Памятник Махатме Ганди в центре сквера на Тавистокской площади работы скульптора
польско-еврейского происхождения Фредды Бриллиант (1965 или 1968г.)